# Tusk (canción)
«Tusk» es una canción de la banda británica de rock Fleetwood Mac, escrita por el guitarrista y vocalista Lindsey Buckingham para el disco Tusk y publicado como el primer sencillo de éste en 1979. Junto al tema «Sara» son los sencillos más exitosos del disco y además una de las canciones más recordadas del LP por su sonido de rock psicodélico.
Alcanzó la octava posición en la lista estadounidense Billboard Hot 100, siendo el primero de los cuatro sencillos del álbum en entrar en las listas de Estados Unidos. Por otro lado, en el Reino Unido logró el puesto 6 en los UK Singles Chart y en diciembre de 1979 se certificó con disco de plata por la British Phonographic Industry, luego de vender más de 200 000 copias.
Para su grabación, Fleetwood Mac contó con la banda USC Trojan Marching Trojan de la Universidad del Sur de California que colaboró con las trompetas, trombos, platillos, cajas y bombos. Para el video musical se consiguieron el Dodger Stadium donde lo grabaron junto a los USC Trojan, sin embargo durante esa misma grabación John McVie se encontraba en Tahití por ende aparece una imagen de él en un cartón, que Mick Fleetwood lo pasea a todos lados. Por este mismo motivo, el tema es generalmente interpretado en varias de las competencias de bandas universitarias en los Estados Unidos.

## Músicos
- Lindsey Buckingham: voz y guitarra
- Stevie Nicks: pandereta • coros
- Christine McVie: teclados • acordeón

(solo en las versiones en vivo)
• coros
- John McVie: bajo
- Mick Fleetwood: batería
- USC Trojan Marching Band: trompeta, trombón, platillos, cajas, bombo